# Сейканський тунель
41°18′57″ пн. ш. 140°20′06″ сх. д. / 41.3157° пн. ш. 140.3351° сх. д.
Сейканський тунель (яп. 青函トンネル, せいかんトンネル, «тунель Аоморі-Хакодате»)  — підводний тунель під Сангарською протокою, що сполучає префектуру Аоморі на японському острові Хонсю і острів Хоккайдо. Другий за довжиною і глибиною залізничний тунель у світі (після Готтардського базисного тунелю) і другий після Євротунелю за довжиною ділянки, що пролягає безпосередньо під морським дном. Його довжина — 53,85 км разом з підводним фрагментом завдовжки 23,3 км (14,5 миль). Відкритий 13 березня 1988 року. Прохід тунелю знаходиться 140 м нижче рівня морського дна, та 240 м нижче рівня моря. Попри те, що це найдовший пасажиро-вантажний тунель у світі, через недорогі авіаперевезення тунель не є перевантаженим.

## Історія

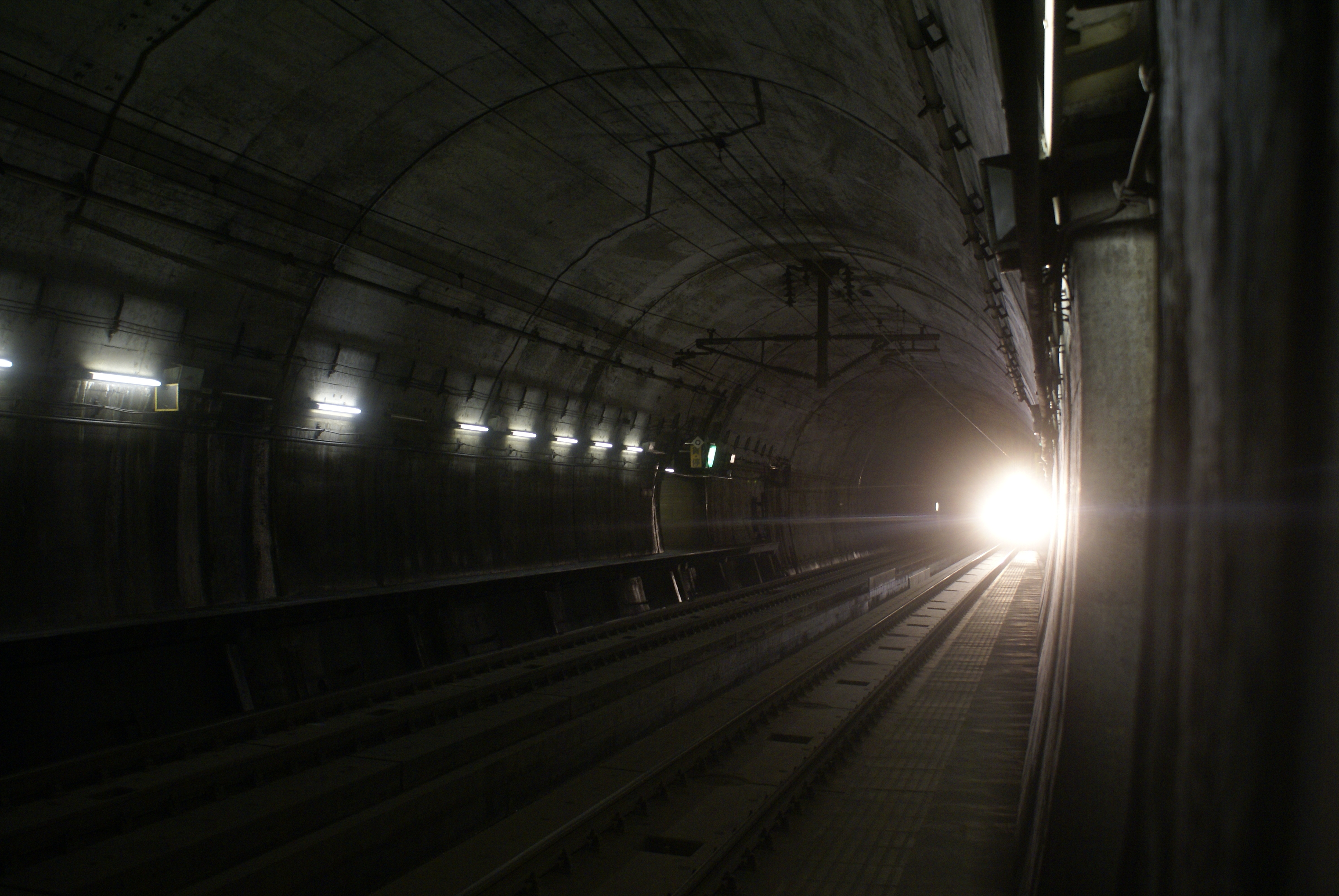
Поїзд наближається до станції Таппі-Кайтей, липень 2008

Плани з'єднання підводним тунелем двох найбільших островів Японського архіпелагу існували вже давно. Місцеві економісти намагалися привернути увагу влади до цієї ідеї ще до Другої світової війни. До ідеї прокладки тунелю під Сангарською протокою японці повернулися знов лише в п'ятдесятих роках. До цього їх підштовхнула трагедія, що трапилася у вересні 1954 року в морській протоці, що розділяє острови Хонсю і Хоккайдо. Могутній тайфун розкидав і потопив п'ять кораблів-поромів, що курсували між островами. 1 150 пасажирів одного з них — «Тоя-мару» — загинули. Шок від цієї трагедії був такий сильний, що буквально через декілька місяців, в 1955 році, почалися дослідницькі роботи, а ще рік потому на стіл прем'єр-міністра лягла доповідь авторитетної комісії з твердженням, що будівництво грандіозного тунелю технічно можливо.
14 років було потрібно, щоб пробити Сейканський тунель. 13 березня 1988 року він був введений в експлуатацію.

## Характеристика

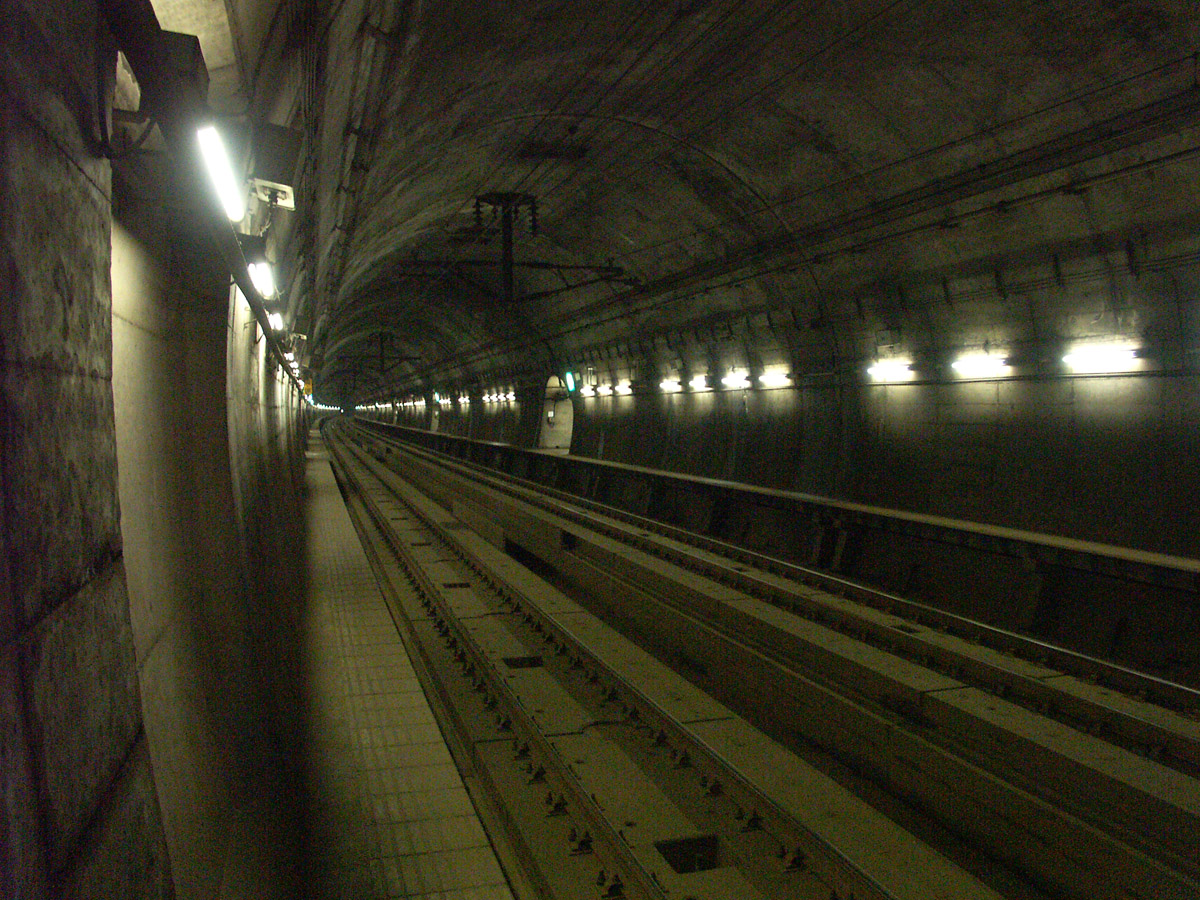
Платформа станції Йошіока-Кайтей в Сейканському тунелі

Сейканський тунель був проритий в найбільш мілководній частині Сангарської протоки. Від морського дна його відокремлює сто метрів. Рейки не мають стиків, вони зварені в єдину 54-кілометрову пліть. Дорожнє полотно, що ретельно збалансоване, виключає навіть щонайменші коливання вагону. Товщина бетонних стінок тунелю — 70 сантиметрів, але вода постійно просочується всередину, тому що забезпечити повну герметичність не вдається. Тому в тунелі працюють насосні станції, які щохвилини викидають на поверхню до 16 тонн води.
Уздовж всієї довжини тунелю встановлені чутливі датчики, здатні уловити найдрібніші коливання землі. При землетрусі силою в 4 бали потяги автоматично зупиняються і перечікують підземну бурю. Усередині тунелю побудовано дві платформи для надзвичайних зупинок. Від кожної з цих платформ у товщу землі йдуть 300-метрові тунелі-притулки, що герметизуються, з необхідним запасом кисню, води, продуктів, медикаментів.